# ۱۱۷۷ (خورشیدی)
۱۱۷۷ هزار و صد و هفتاد و هفتمین سال هجری خورشیدی است.

## درگذشتگان
- ۲۷ اردیبهشت - آغامحمدخان قاجار، (زاده: ۱۱۲۱)،بنیانگذار دودمان قاجاریه در ایران